# Atelocentra chloraspis
Atelocentra chloraspis là một loài bướm đêm trong họ Crambidae.